# كام تونغ
كام تونغ (بالإنجليزية: Kam Tong)‏ هو ممثل أمريكي، ولد في 18 ديسمبر 1906 في سان فرانسيسكو في الولايات المتحدة، وتوفي في 8 نوفمبر 1969 في كوستا ميسا في الولايات المتحدة.

## أعمال

### أفلام
- (1937) الأرض الطيبة
- (1955) الحب شيء رائع

## وصلات خارجية
- كام تونغ على موقع IMDb (الإنجليزية)
- كام تونغ على موقع ميوزك برينز (الإنجليزية)
- كام تونغ على موقع أول موفي (الإنجليزية)
- كام تونغ على موقع قاعدة بيانات الأفلام السويدية (السويدية)
- كام تونغ على موقع قاعدة بيانات الفيلم (الإنجليزية)